# Seznam nizozemskih generalov
Seznam nizozemskih generalov.

## A
Arnold Albemarle - Pieter Alons - Jules Theodore Alting von Geusau - Jan van Andel -

## B
Tjalling Bakker - Rudoph Bakkers - Maarten Belzer - Adrianus Rudolphus van den Bent - Gerardus Johannes Berenschot - Petrus Wilhelmus Best - Johannes Bosch -

## C
Nicholaas Theodorus Carstens - Menno van Coehoorn - Anthony Coucheron - Pierre Antoine Cox -

## D
Gerrit Dames -

## F
Hendrik Anton Cornelius Fabius - Johannes Hermanus Fruyt van Hertog -

## H
Willem Frederik Alard Hackstroh - Jakob Harberts - Hendrik Dirk Stephaan Hasselman -

## I
Gustav Adolf Ilgen -

## L
Hugo Charles Gustav Baron van Lawick -

## M
Petrus Josephus van Munnekrede -

## N
Adrianus Antonius van Nijnatten - Anthoine Numans -

## O
Johan Willem van Oorschot - Roelof Theodorus Overakker - Ludolph Hendrik van Oyen -

## P
Jacob Jan Pesman - Hendrik Johan Phaff - Hein ter Poorten -

## R
Jacob van Rees - Izaak Herman Reynders - Willem Roëll - Nicolaas Ali Anthonie van de Roemer -

## S
Wijbrandus Schilling - Hendrik A. Seyffardt - Willem Frederik Sillevis - Gustave Jacques Frederik Statius Muller -

## U
Johan Hendrik Uhl -

## V
Floris Abramham Vaillant - Johannes Frederik van der Vijer - David van Voorst Evekink - Herman Franciscus Maria Baron van Voorst tot Voorst - Jan Joseph Godfried Baron van Voorst tot Voorst -

## W
Henri Gerard Winkelman -